# 杨家玉
杨家玉（1996年2月18日—），生于内蒙古自治区乌海市海南区，是一名中国女子田径运动员，主攻竞走项目，曾就读于内蒙古科技大学土木工程学院。

## 简历
杨家玉原本以学业为重，在体育上所花的时间不多，后来作为非特长生的她在2010年的一次越野跑比赛获得亚军后，被教练看中而开始练习竞走。2014年，她进入解放军田径队，师从焦宝忠教练。2015年，杨家玉代表国家征战在韩国光州举办的世界大学生运动会。赛事进行期间，其父因癌症晚期去世。家人为不影响她比赛，直到她参加完所有比赛后才告知她这一消息。2016年，她在奥运选拔赛中获得季军，然而国家队考虑到她经验不足，将其列入替补。2017年8月，杨家玉在世界田径锦标赛女子20公里竞走项目上夺得金牌，首次获得世界冠军，赛后她称她要用这枚金牌告慰亡父，让他为自己感到骄傲。2021年3月20日，她在安徽黄山举行的2021年全国竞走锦标赛暨东京奥运会选拔赛上以1小时23分49秒刷新了女子20公里竞走的世界纪录。同年8月6日，她参加了2020年夏季奥运会女子20公里竞走比赛并获得第12名（成绩1:31:54）。2024年，以1:25:54的成绩获2024年夏季奥运会女子20公里竞走金牌，领先第二名25秒。

## 外部連結
- 杨家玉在的頁面